# Струков, Анатолий Иванович
Анато́лий Ива́нович Стру́ков (24 марта [6 апреля] 1901 года — 13 марта 1988 года) — советский врач-патологоанатом, профессор, академик АМН СССР. Герой Социалистического Труда (1971), заслуженный деятель науки РСФСР (1964), лауреат Ленинской премии.

## Биография
Родился 24 марта [6 апреля] 1901 года в селе Спасское Тульской губернии (ныне Новомосковский район, Тульская область) в семье помощника лесничего Ивана Ивановича Струкова и преподавателя математики Лидии Ивановны Струковой. Женат. Супруга: Струкова Елизавета Сергеевна — врач-гинеколог (умерла в 1963 г. от онкологического заболевания). Дети: Борис, Галина.
В 1925 году окончил медицинский факультет Воронежского университета, был оставлен для работы ассистентом на кафедре патологической анатомии.
В 1933 году приглашён на работу ассистентом в 1-й Московский медицинский институт на кафедру патологической анатомии, параллельно работал старшим научным сотрудником в Центральном институте туберкулёза. По конкурсу в 1938 году был избран заведующим кафедрой патологической анатомии в Харьковском медицинском институте, занимал эту должность до 1945 года.
Во время Великой Отечественной войны вместе с институтом был эвакуирован в Оренбург. В 1942 году вступил в ВКП(б).
С 1945 года — заведующий лабораторией лёгочной патологии Института нормальной и патологической анатомии АМН СССР (Москва).
В 1948 году Струков получил учёное звание профессора. С 1953 года по 1972 год являлся заведующим кафедрой патологической анатомии 1-го Московского медицинского института (с 1972 года — профессор-консультант).
С 1948 года по 1959 год — главный редактор Государственного издательства медицинской литературы.
С 1957 года на кафедре под руководством Струкова разрабатывалась проблемы сегментарной патологии легких, ревматизма и патологии соединительной ткани. С 1964 года по 1982 год был руководителем лабораторией Института морфологии человека Академии медицинских наук СССР.
С 1968 года — главный редактор журнала «Архив патологии».
Большое внимание в своих научных работах Струков уделял проблемам патологической анатомии и патогенеза туберкулёза, заболеваний легких, атеросклероза, гипертонической болезни и инфаркта миокарда, ревматизма и болезней соединительной ткани. В труде «Формы лёгочного туберкулёза в клинико-анатомическом освещении» (1967) им была предложена новая клинико-анатомическая классификация туберкулёза, описал ранние признаки туберкулёза легких, проследил динамику развития заболевания. Применяя новые методы исследования, в том числе электронную микроскопию, он значительно дополнил и углубил характеристику тканевых изменений при туберкулёзе.
Указом Президиума Верховного Совета СССР от 20 июля 1971 года за большие заслуги в развитии советского здравоохранения и медицинской науки Струкову Анатолию Ивановичу было присвоено звание Героя Социалистического Труда.
Струков являлся одним из ближайших соратников Алексея Ивановича Абрикосова.
Всего Анатолий Иванович опубликовал около 300 научных работ, в том числе 7 монографий, 3 учебника патологической анатомии, 2 учебно-методических пособия.
Также активно занимался общественной деятельностью, был заведующим сектором здравоохранения в ЦК КПСС, членом президиума АМН СССР и академиком-секретарем, заместителем председателя Всесоюзного научного общества патологоанатомов.

Могила Струкова на Кунцевском кладбище Москвы.

Жил и работал в Москве. Умер 13 марта 1988 года от внутримозгового кровоизлияния. Похоронен на Кунцевском кладбище.

## Награды
- Медаль «Серп и Молот»
- Орден Ленина
- Орден Октябрьской Революции
- Орден Красного Знамени
- Орден «Знак Почёта»
- Ленинская премия (1974) — за цикл работ по изучению патоморфогенеза, клиники, диагностики, лечения и профилактики ревматических заболеваний.
- Премия имени И. В. Давыдовского АМН СССР (1985) — за лучшую научную работу по общей патологии.
- Заслуженный деятель науки РСФСР (1964)
- Почётный член нескольких зарубежных научных обществ.
- медали